# Battaglia di Shiroyama
La battaglia di Shiroyama (城山の戦い?, Shiroyama no tatakai) fu combattuta tra il 1º e il 24 settembre 1877 sul monte Shiro, presso Kagoshima in Giappone, fra gli ultimi esponenti della casta guerriera dei samurai da una parte e l'esercito imperiale giapponese dall'altra. Fu la decisiva ultima battaglia della ribellione di Satsuma, e l'ultimo scontro armato della storia del Giappone a cui presero parte i samurai.
Scontenti per la perdita di importanza, ricchezza e privilegi sperimentata durante il rinnovamento Meiji, negli anni '70 del XIX secolo i samurai, antica casta di guerrieri-servitori dei daimyo (signori feudali), cominciarono a opporsi con sempre più forza all'autorità imperiale giapponese, fautrice viceversa dell'occidentalizzazione dello Stato e che vedeva i samurai come un retaggio anacronistico del passato feudale del Giappone. Dopo la fine della guerra Boshin (1868-69) i giapponesi scontenti cominciarono a raccogliersi attorno all'influente politico e samurai Saigō Takamori, che pure inizialmente era stato uno dei fautori del rinnovamento nazionale voluto dall'imperatore Meiji, e nel 1877 insorsero dando il via alla ribellione del dominio di Satsuma.
Dopo alcuni iniziali successi, i samurai di Saigō furono progressivamente sconfitti dalla superiorità numerica e tecnologica dell'esercito imperiale; decisi a resistere, il capo ribelle e i suoi fedelissimi si ritirarono nel feudo di Kagoshima, epicentro della rivolta. Furono quindi assediati dai soldati regolari sul vicino monte Shiro, e dopo settimane di assedio il successivo 24 settembre Saigō e i samurai superstiti opposero un'eroica quanto futile ultima resistenza, morendo sotto i colpi delle mitragliatrici Gatling e dei cannoni imperiali.
La battaglia di Shiroyama pose fine alla ribellione di Satsuma, rappresentando l'ultimo serio tentativo di opposizione alla modernizzazione del Giappone. Con la morte di tutti i samurai coinvolti nella battaglia, la millenaria casta guerriera nipponica cessò di esistere in quanto tale, anche se il codice d'onore da essa seguito, il bushido, continuò a rivestire per lungo tempo grande importanza nella società giapponese. La battaglia di Shiroyama, pur con molte libertà artistiche, è vividamente ritratta nel film L'ultimo samurai (2003), così come in numerose altre opere artistiche come quadri e canzoni.

## Antefatti

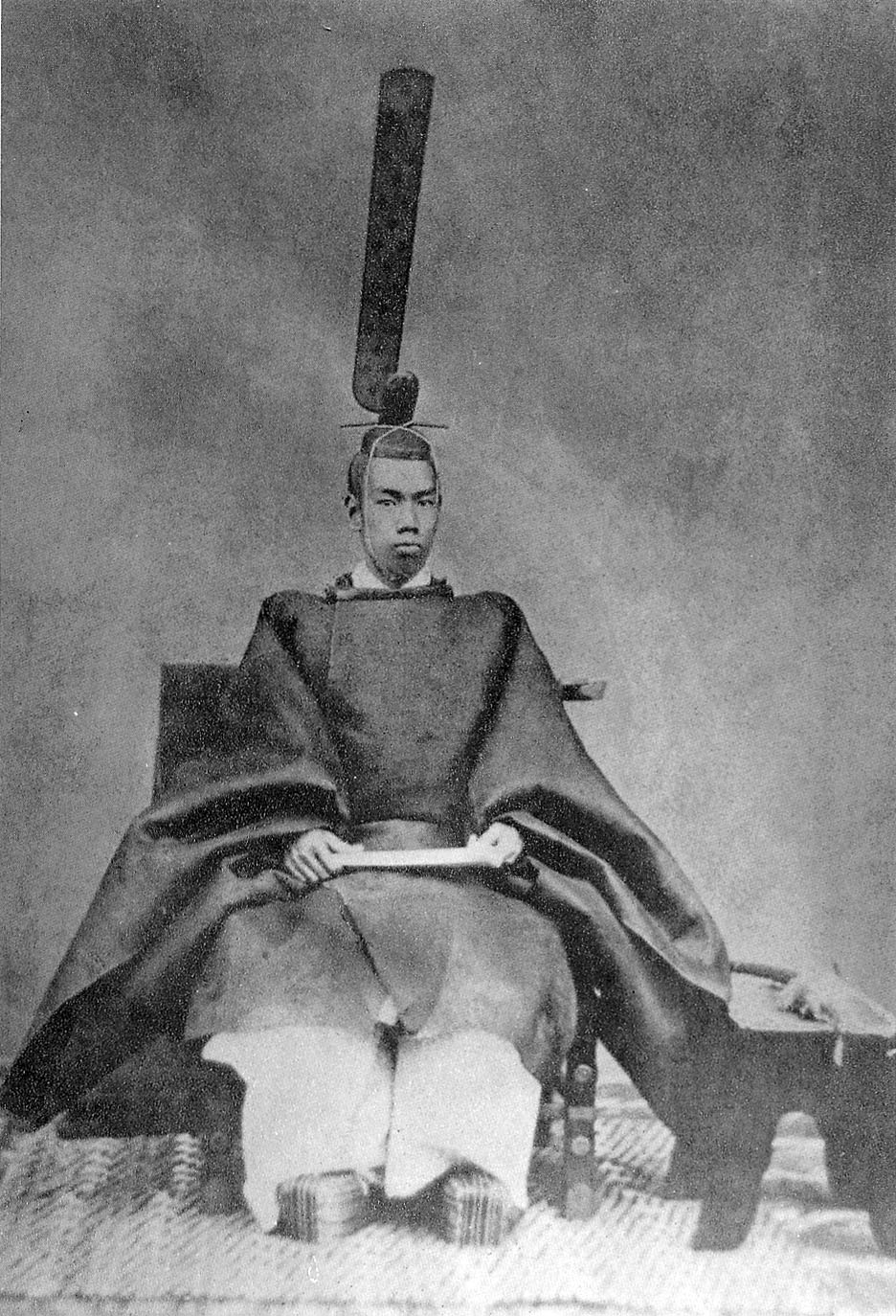
L'imperatore Meiji vestito col sokutai, l'abito regale tradizionale (1872)

### Il rinnovamento Meiji
Durante buona parte dell'età moderna in Giappone era stato in vigore il sakoku, ovvero un rigoroso isolazionismo dal mondo esterno, ma l'arrivo nel 1853 delle navi nere del commodoro statunitense Matthew Perry vi aveva bruscamente posto fine. Il Giappone fu quindi costretto a firmare con le potenze straniere i cosiddetti "trattati ineguali", che lo obbligarono ad aprirsi al commercio estero e alle conseguenti influenze della civiltà occidentale. Inizialmente avversata dall'imperatore Kōmei (1846–1867), che tentò invano di cacciare gli stranieri dal Giappone, l'occidentalizzazione fu invece favorita dal figlio Meiji (1867–1912), che poco dopo la sua ascesa annunciò l'inizio di un radicale rinnovamento nazionale per modernizzare il Paese. Il Giappone era infatti rimasto tecnologicamente e socialmente immutato dal XVII secolo, e l'obbiettivo di Meiji era porlo sullo stesso livello delle potenze coloniali europee, cui altrimenti correva il pericolo di rimanere succube.

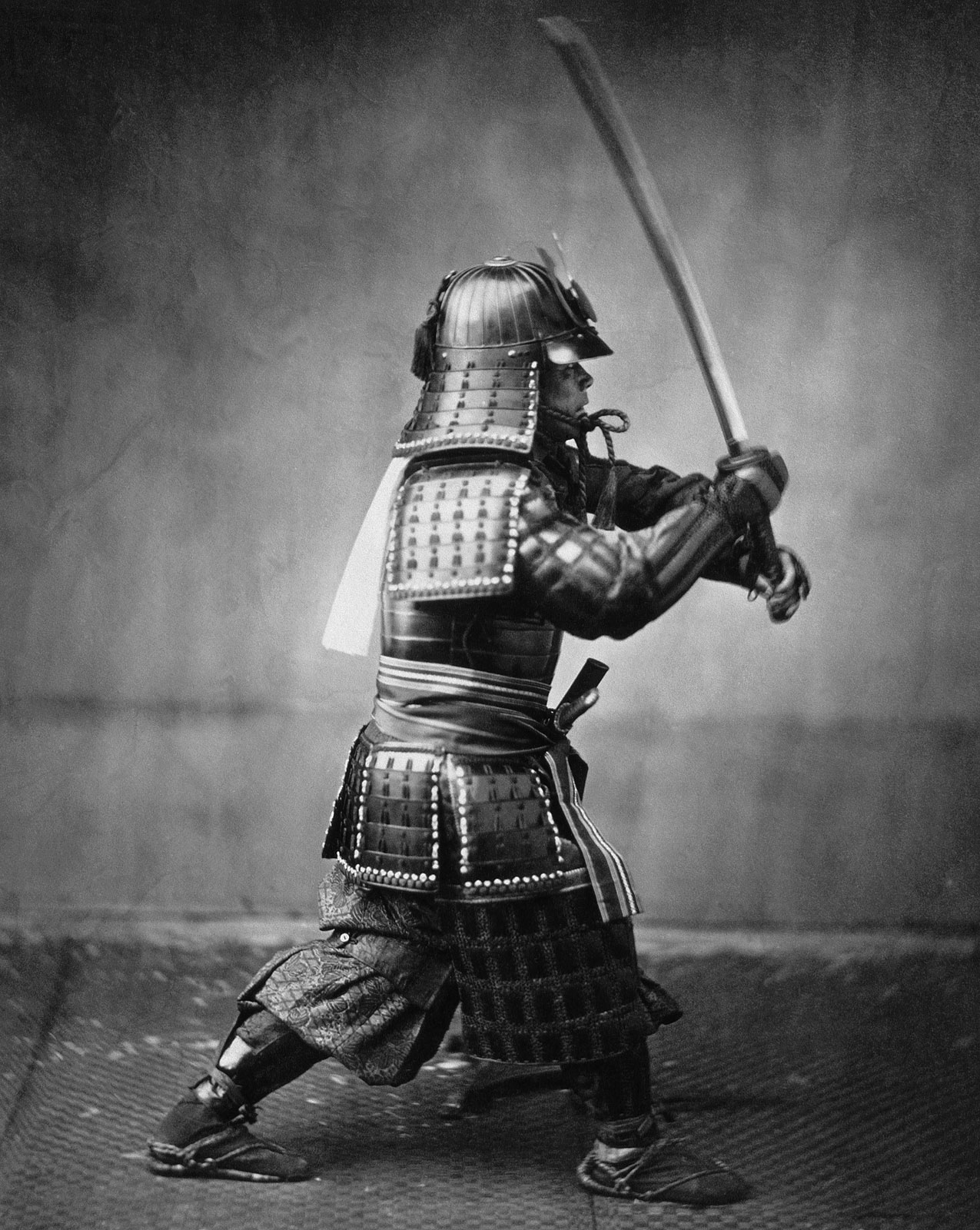
Un samurai fotografato da Felice Beato (1860 circa)

Oltre alle motivazioni di politica estera, il rinnovamento era dettato anche da ragioni interne, in particolare dalla volontà di Meiji di emanciparsi dal potere degli shōgun, potenti capi militari che col sostegno dei signori feudali (i daimyō) avevano governato il Giappone nei secoli precedenti a scapito dell'imperatore, relegato a un ruolo puramente rappresentativo e religioso. Ispirandosi quindi ad antichi miti nipponici (e, in parte, al diritto divino delle monarchie occidentali) Meiji affermò la propria superiorità nei confronti di qualsiasi altra autorità politica giapponese, cercando quindi di concentrare il potere su di sé a scapito dello shōgun e dei daimyō che lo sostenevano. Per rompere definitivamente i legami con lo shogunato, nel 1868 Meiji si trasferì dall'antica capitale Kyoto alla città di Edo, ribattezzata "Tokyo", che da allora divenne la nuova capitale nipponica.
Assieme ai nobili, i principali danneggiati dal rinnovamento Meiji furono i loro sottoposti, i guerrieri samurai, che storicamente godevano di numerosi privilegi, come poter circolare armati o essere immuni da alcune leggi. L'istituzione dell'esercito imperiale giapponese nel 1867, fedele all'imperatore, fu quindi interpretata come un affronto verso i samurai, che servivano invece i daimyō. Tra il 1869 e il 1871 vennero progressivamente aboliti i feudi, andando quindi a destabilizzare il potere degli aristocratici e dei samurai. Nel 1872 venne inoltre istituita la leva obbligatoria, andando in diretto contrasto con la tradizione dei samurai, che costituivano una casta chiusa e, per questo, ormai numericamente ridotta rispetto al potenziale bellico dell'esercito regolare. Le leggi divennero quindi sempre più restrittive per i samurai, infine disconosciuti dall'autorità centrale come casta a sé stante, e ai quali venne imposto il divieto di portare le proprie spade. I samurai, ormai non più considerati tali, divennero quindi shizoku (lett. "famiglie guerriere") e cominciarono a provare un profondo risentimento verso l'autorità imperiale, che avrebbe presto condotto alla loro ribellione.

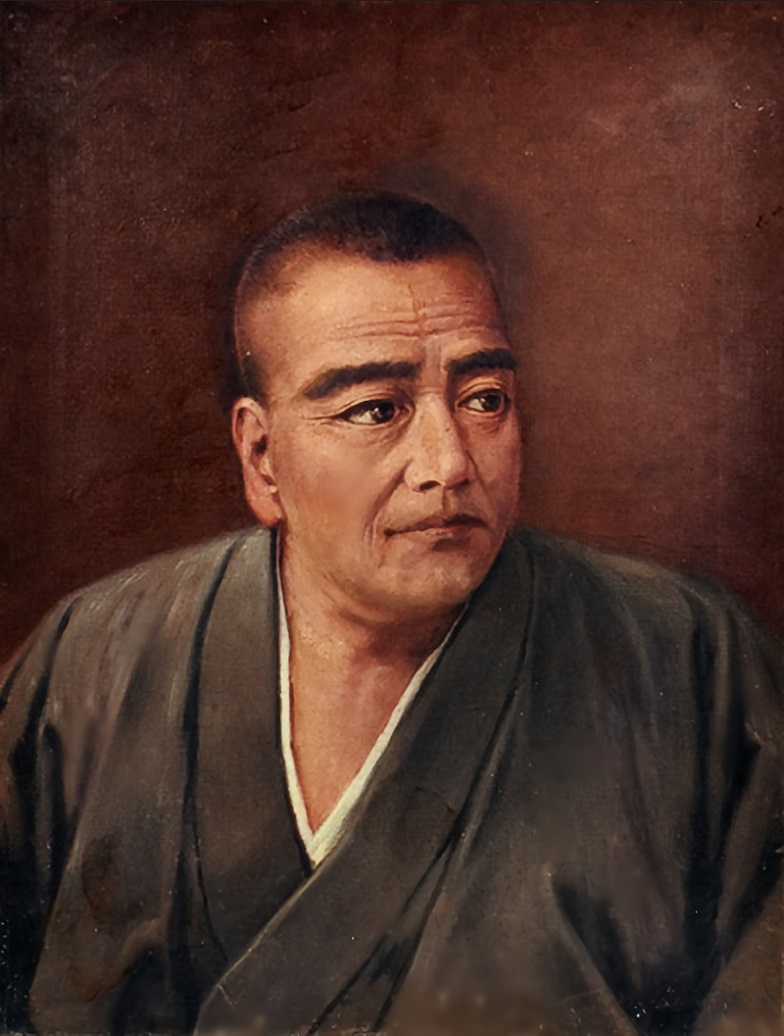
Ritratto di Saigō Takamori (Ishikawa Shizumasa, 1870 circa)

### La ribellione di Satsuma
(Gavin Blair)

#### Saigō Takamori e l'inizio della ribellione
Saigō Takamori, benché fosse un influente samurai del dominio di Satsuma, era stato uno dei più stretti collaboratori dell'imperatore, assistendolo nelle prime fasi del rinnovamento nazionale. Aveva infatti contribuito alla fondazione dell'esercito regolare e gestito l'abolizione delle armate di samurai provinciali e soprattutto dei feudi. Nonostante disapprovasse le riforme imperiali a scapito della propria classe sociale, era fautore della modernizzazione del Giappone, appoggiando anche l'autorità centrale nella repressione dei ribelli nella guerra Boshin contro gli ultimi sostenitori dello shōgun (1868-69), di cui era nemico da lungo tempo. Durante la guerra Boshin Saigō fu uno dei principali comandanti lealisti, protagonista delle brillanti vittorie militari di Toba-Fushimi e Ueno.
Sostenitore di una politica estera aggressiva, Saigō tentò in seguito di convincere l'imperatore a invadere il regno di Joseon in Corea, anche per canalizzare la rabbia dei samurai, depauperati, contro un tradizionale nemico del Giappone. Al rifiuto di Meiji, nel 1873 lui e altri ufficiali, contrariati anche dal crescente livello di corruzione del governo, abbandonarono la corte di Tokyo per tornare a Satsuma. Presa residenza a Kagoshima, Saigō fondò in tutta la provincia numerose nuove accademie di samurai; la sola accademia di Shigakkō a Kagoshima contava 1500 studenti nel 1875 e oltre settemila alla vigilia delle ostilità nel 1877. Non pare che l'iniziativa fosse motivata da secondi fini, ma il governo nipponico la interpretò come una sfida all'autorità imperiale. L'esecutivo di Tokyo temeva il ripetersi di una ribellione dei samurai come quella del 1874 nel dominio di Hizen; sebbene essa fosse stata facilmente repressa dalle truppe imperiali, una rivolta a Satsuma era quindi ritenuta sempre più probabile.

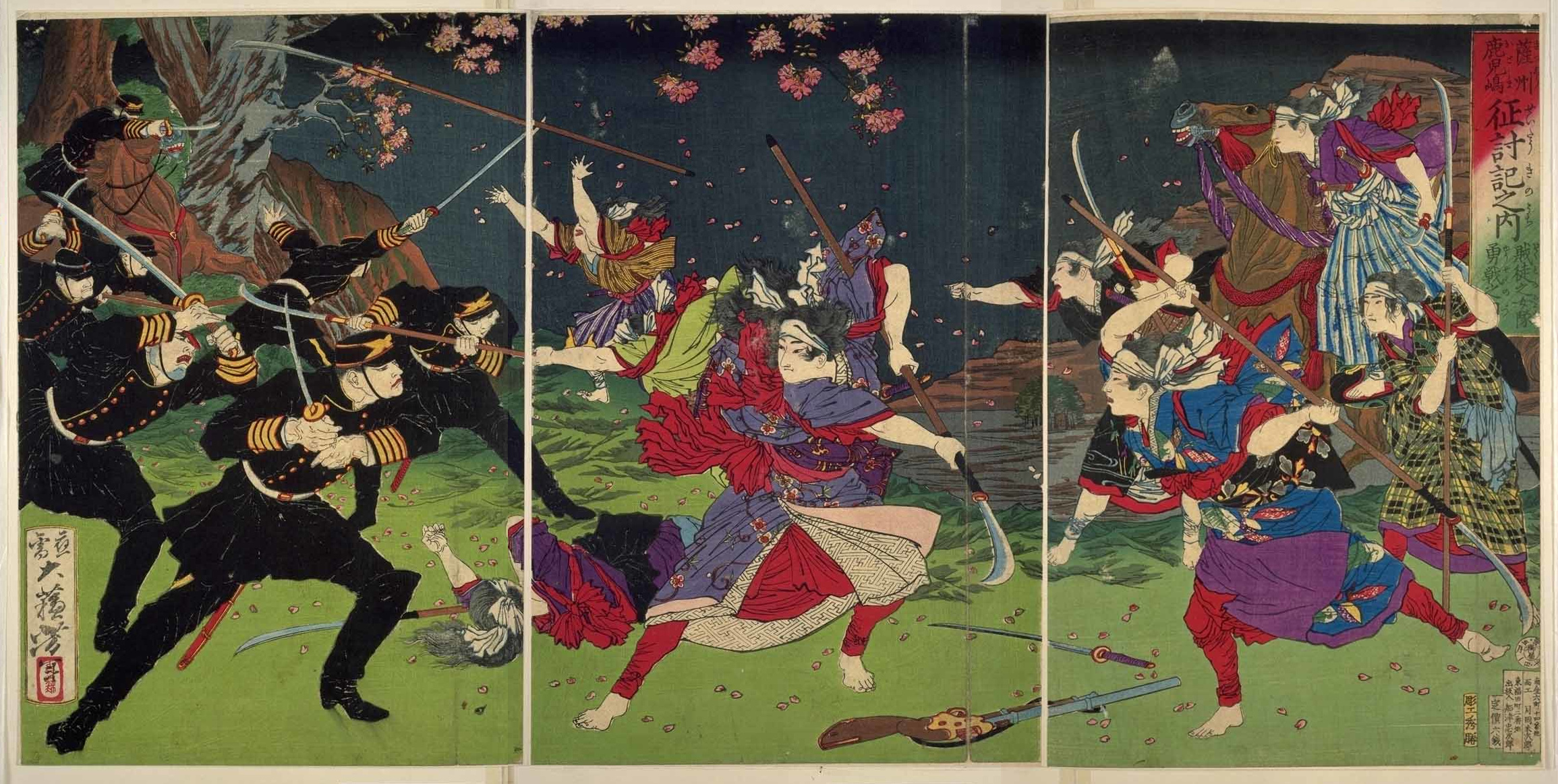
I samurai attaccano la guarnigione di Kagoshima (Yoshitoshi, 1877)

In breve tempo attorno al samurai si radunarono più di 20 000 sostenitori, sia shizoku scontentati e impoveriti dalle riforme imperiali che nuovi studenti delle accademie di Satsuma ansiosi di mettersi in mostra. I samurai di Satsuma avevano già dimostrato di essere tra i più recalcitranti alle riforme e all'occidentalizzazione: a partire dal 1860, si erano registrati da parte loro numerosi attacchi e omicidi ai danni degli stranieri giunti in Giappone. Questi atti, messi in pratica con l'intento di provocare una guerra e riabilitare così la casta guerriera, erano sfociati nel bombardamento di Kagoshima del 1863 da parte della Royal Navy come rappresaglia agli attentati. L'ostilità verso il governo centrale era inoltre particolarmente forte a Satsuma, provincia periferica i cui abitanti si percepivano come trascurati dall'autorità imperiale, più interessata a modernizzare Tokyo e Yokohama rispetto al resto del Paese. Inoltre, a differenza del resto del Giappone, dove i feudi erano stati aboliti con successo, a Satsuma l'apparato feudale era ancora quasi del tutto intatto. A dimostrazione dello scarso controllo imperiale della zona, nel dicembre 1876 un drappello di agenti di polizia inviato a Kagoshima era stato catturato dai samurai che, tramite l'uso della tortura, avevano loro estorto la confessione di voler uccidere Saigō.

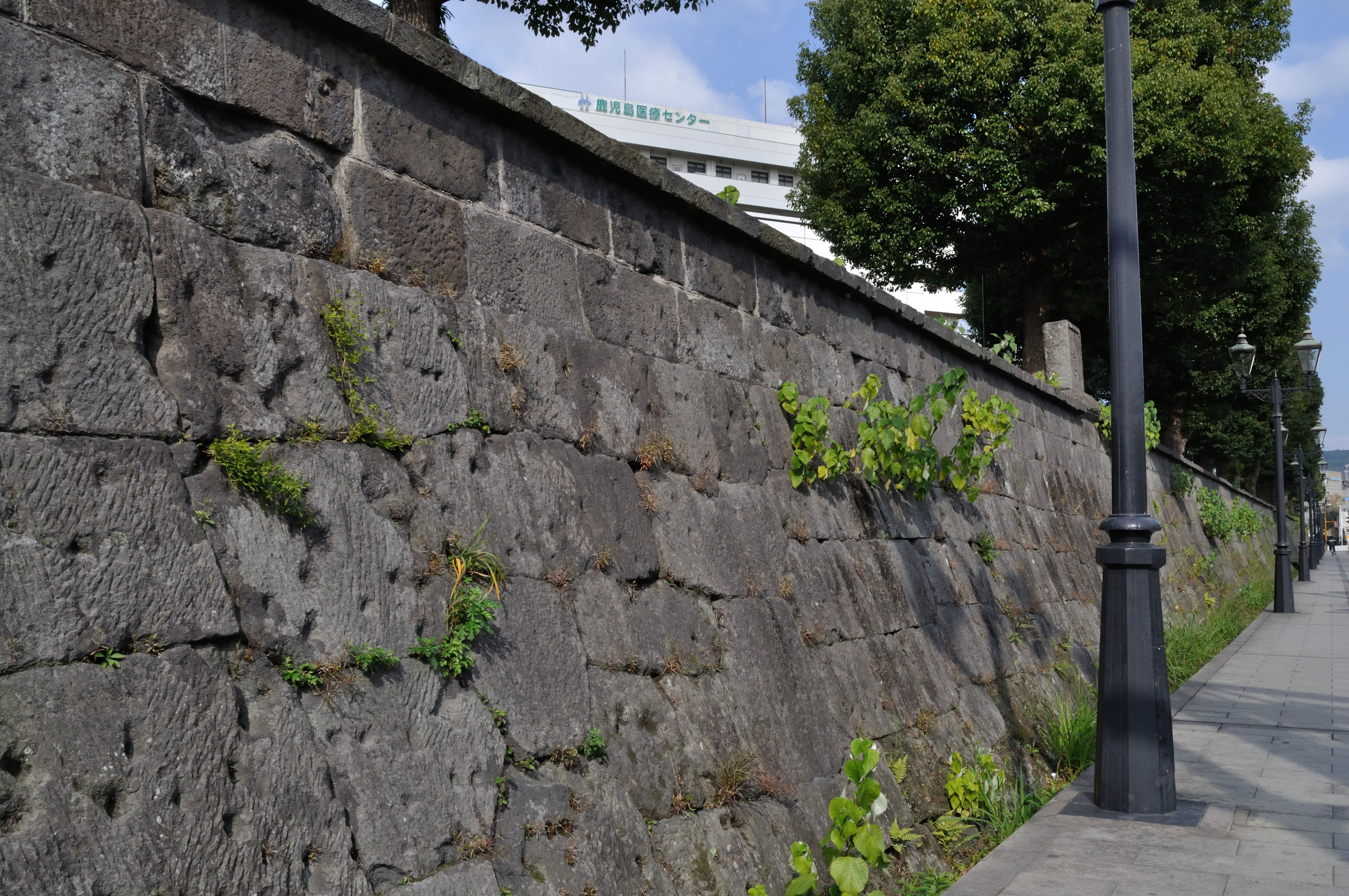
Un muro dell'accademia di Shigakkō a Kagoshima, dove sono ancora visibili i fori di proiettile degli scontri del 1877 tra imperiali e samurai

All'inizio del 1877 la situazione a Satsuma era dunque esplosiva. Quando il governo di Tokyo inviò a Kagoshima alcune navi da guerra per prendere il controllo dell'arsenale cittadino, i locali samurai ruppero gli indugi e incitarono Saigō Takamori alla ribellione. Benché all'inizio contrario a insorgere contro l'imperatore, alla fine il capo dei samurai si lasciò convincere e ordinò ai propri guerrieri di attaccare la guarnigione governativa di Kagoshima, dando inizio alla rivolta.

Movimenti degli eserciti belligeranti durante la ribellione di Satsuma, svoltasi interamente sull'isola di Kyūshū

#### Guerra a Satsuma
Tra la fine di gennaio e l'inizio di febbraio 1877 gli scontri si concentrarono nella città di Kagoshima, dove ci furono diverse scaramucce tra soldati imperiali e samurai. I ribelli si spinsero anche a tentare di abbordare una delle navi imperiali, la Takao dell'ammiraglio Kawamura Sumiyoshi, parente acquisito di Saigō, ma senza successo. Alla fine i regolari, trovandosi in inferiorità numerica e impossibilitati a mantenere il controllo della città, si ritirarono via nave lasciando Kagoshima in mano ai ribelli. Essi, imbaldanziti, allestirono quindi un poderoso esercito per marciare alla volta di Tokyo e abbattere il potere degli oligarchi che attorniavano l'imperatore, ritenuti i veri responsabili dei cambiamenti in atto. Alla notizia della ribellione di Kagoshima, migliaia di samurai insorsero in tutta l'isola di Kyūshū, attaccando i locali presidi imperiali. Il governo di Tokyo non si aspettava una rivolta di queste proporzioni a Satsuma, motivo per cui inizialmente fu piuttosto lento a reagire.

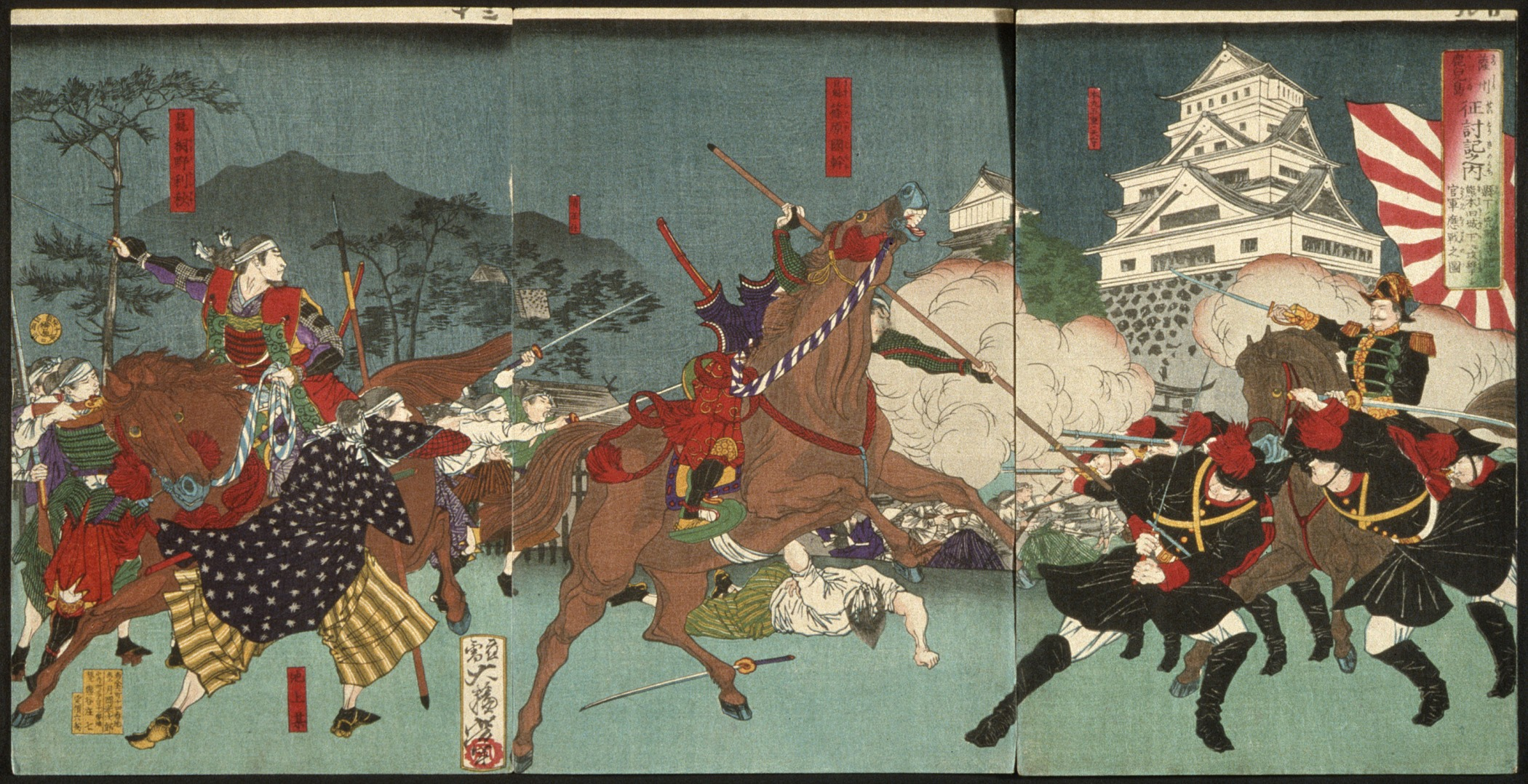
L'assedio del castello di Kumamoto fu il primo scontro significativo del conflitto tra samurai e truppe imperiali (Yoshitoshi, 1877)

Al principio furono i samurai a passare all'offensiva. Il loro primo attacco colpì la città di Kumamoto, che vide quindi assediato il locale castello, caposaldo delle difese imperiali nella regione e già obbiettivo degli insorti dalla prima ora della rivolta. Il castello di Kumamoto oppose tuttavia un'accanita resistenza, e i samurai, impreparati, furono costretti a un lungo e dispendioso assedio, che logorò le loro schiere e permise all'esercito regolare di preparare la controffensiva. Le linee dei samurai presto divennero troppo estese, e il comandante imperiale Yamagata Aritomo ne colse la debolezza e, nel marzo 1877, le attaccò con decisione nella sanguinosa battaglia di Tabaruzaka, conseguendo la vittoria. La disfatta di Tabaruzaka disperse la maggior parte dello schieramento ribelle e permise ai regolari di spezzare l'assedio di Kumamoto.

La battaglia di Tabaruzaka (dipinto coevo) fu una sconfitta decisiva per i samurai, che ne uscirono pesantemente decimati e furono costretti ad abbandonare l'assedio del castello di Kumamoto, perdendo così l'iniziativa del conflitto

Decimati dagli scontri e dalle diserzioni, alle soglie dell'estate 1877 i samurai ribelli si erano ridotti a poche migliaia di uomini e abbandonarono ogni progetto di invadere l'isola di Honshū. Saigō, dopo alcuni mesi passati alla macchia conducendo azioni di guerriglia nelle profondità dell'isola di Kyūshū, era in una situazione difficile. Circondato e quasi catturato sul monte Enodake, con una manciata di seguaci riuscì a fuggire all'ultimo momento, mentre, vista la certezza della sconfitta, il resto dei ribelli si arrese. Ad agosto i ribelli superstiti si ritirarono quindi verso Kagoshima, occupata all'inizio della guerra dagli imperiali ma in seguito abbandonata, asserragliandosi il 1º settembre sul monte Shiro (in giapponese Shiroyama), un rilievo altamente difendibile che sovrasta la città, preparandosi a un lungo assedio e sperando di poter rompere l'ormai prossimo accerchiamento imperiale con alcune audaci sortite.

## Ordine di battaglia

### Imperiali
Negli anni precedenti la ribellione di Satsuma, l'esercito imperiale giapponese si era notevolmente modernizzato, acquistando numerosi armamenti dalle potenze straniere e addestrando i propri soldati regolari sul modello europeo-statunitense. I militari, armati di moschetto, erano inoltre dotati di due uniformi standardizzate, una blu invernale e una bianca estiva, rendendoli così facilmente riconoscibili. Gli ufficiali, molti dei quali ex-samurai, erano dotati di spada, con la quale combattevano a distanza ravvicinata. Anche molti soldati possedevano una spada, trovando più agevole combattere con essa rispetto alla baionetta.

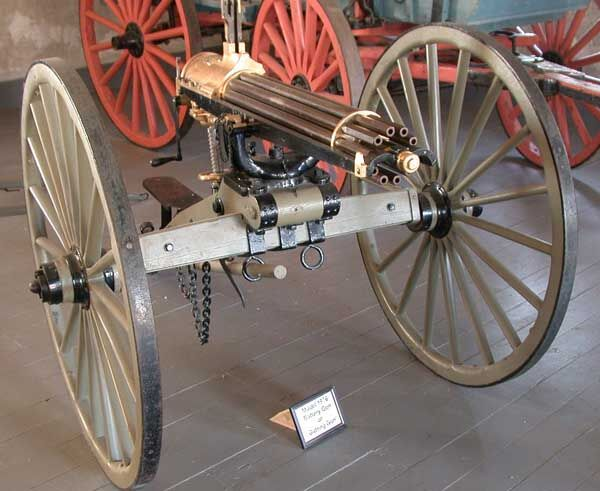
L'impiego delle mitragliatrici Gatling fu fondamentale per la vittoria imperiale alla battaglia di Shiroyama, falcidiando le schiere dei samurai senza che essi potessero reagire efficacemente

Altro enorme vantaggio degli imperiali era quello di possedere l'artiglieria. Mentre in passato il sakoku aveva congelato l'avanzamento tecnologico del Giappone, riducendo gli eserciti a combattere con antiquati cannoni in bronzo, i comandanti imperiali avevano acquistato vari nuovi pezzi d'artiglieria moderna, in particolare dodici cannoni Armstrong di fabbricazione britannica e dodici cannoni Krupp di fabbricazione tedesca. Gli imperiali disponevano inoltre di due mitragliatrici Gatling e una mitragliatrice Montigny, allora all'avanguardia (anche se durante la battaglia di Shiroyama si ha notizia dell'impiego certo solo delle Gatling).
I soldati imperiali, stimati in circa 30 000 effettivi, erano comandati dal generale Yamagata Aritomo. Erano inoltre assistiti da cinque navi da guerra, comandate dall'ammiraglio Kawamura Sumiyoshi che manteneva il controllo del porto di Kagoshima. Il governo giapponese era determinato a stroncare del tutto la ribellione di Satsuma, come dimostra l'impiego nella battaglia di Shiroyama della maggioranza delle truppe allora coscritte nell'esercito regolare (31 battaglioni su 58) e di cinque delle diciassette navi allora in servizio nella marina imperiale giapponese.

### Samurai
Come testimoniato anche dai numerosi dipinti coevi della ribellione di Satsuma, i samurai non avevano né un'uniforme né un equipaggiamento standard (salvo la propria katana, immancabile per un guerriero nipponico). I samurai più agiati potevano vestire di un'armatura tradizionale alla moda tardo-feudale, mentre il resto dell'esercito esibiva il proprio abbigliamento comune. È inoltre falsa la credenza secondo cui i samurai rigettassero l'utilizzo delle armi moderne: se è vero che non avrebbero mai sostituito una katana con una sciabola o un fioretto occidentali, non esitavano invece ad armarsi di fucile, utilizzandolo estensivamente in battaglia accanto agli archi yumi (i ribelli di Satsuma possedevano soprattutto fucili Pattern 1853 Enfield).

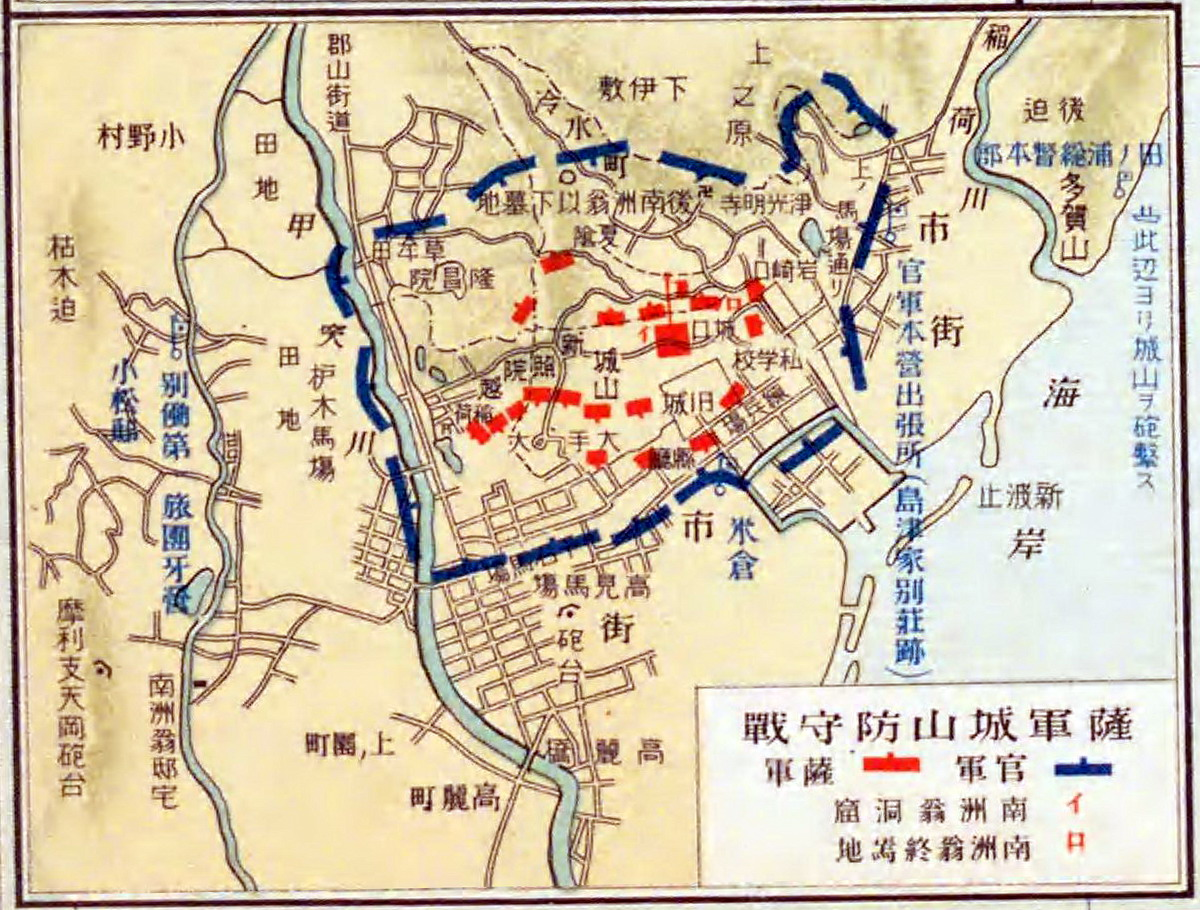
Schema della battaglia di Shiroyama, con i reggimenti imperiali (blu) che circondano completamente le postazioni dei samurai (rosso)

Gli ultimi samurai resistenti, stimati tra i 400 e i 500 effettivi, erano comandati dal loro capo Saigō Takamori e dai suoi vice-comandanti Beppu Shinsuke e Kirino Toshiaki, quest'ultimo ex-generale dell'esercito imperiale. La situazione dei samurai era disperata e chiaramente senza speranza: con solo pochi proiettili e polvere da sparo rimasti e senza quasi più cibo e medicine, Saigō era perfettamente conscio dell'esito finale della battaglia imminente, e che i guerrieri avrebbero potuto condurre solo un'ultima resistenza per salvare l'onore imposto loro dal bushido.

## Lo scontro

### Assedio del monte Shiro
Yamagata soverchiava grandemente gli ultimi samurai resistenti, che tuttavia non si lasciarono scoraggiare dalla schiacciante inferiorità numerica (circa 60 a 1). Gli scontri continuarono in maniera sporadica per settimane: i samurai spesso tentavano sortite nello schieramento imperiale, salvo essere ogni volta respinti con forti perdite. Yamagata, deciso ad annientare i ribelli una volta per tutte, li sottopose a un bombardamento continuo sia coi propri cannoni alle pendici del monte che con quelli delle navi da guerra ancorate nel porto di Kagoshima. I samurai inizialmente tentarono di rispondere al fuoco coi pochi fucili che avevano con sé, ma presto esaurirono i proiettili e poterono reagire solo con scariche di frecce.

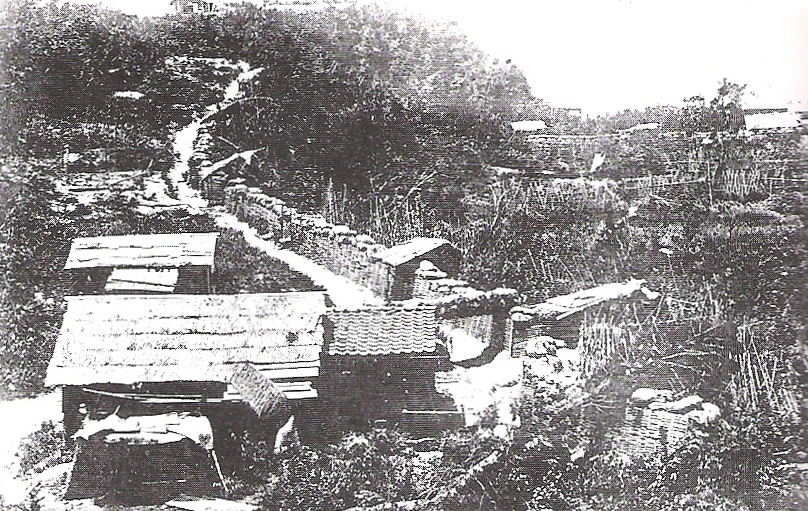
Fortificazioni dell'esercito imperiale giapponese a Shiroyama (1877)

Le truppe imperiali trascorsero parecchi giorni costruendo un elaborato sistema di trincee, muri e ostacoli per impedire altre sortite dei samurai: nonostante il chiaro vantaggio, Yamagata voleva domare i ribelli una volta per tutte senza lasciarseli sfuggire ancora. I guerrieri assediati fecero altrettanto, al fine di ripararsi dai continui bombardamenti a cui erano sottoposti e rallentare un eventuale assalto delle truppe imperiali.
Il 23 settembre Yamagata, deciso a tentare fino alla fine la via diplomatica, fece recapitare una lettera a Saigō, chiedendogli di deporre le armi e consegnarsi senza ulteriore spargimento di sangue. La lettera del generale non ricevette risposta, poiché nessuno tra i samurai avrebbe mai accettato di arrendersi; entro sera Yamagata si risolse quindi a ordinare un assalto risolutivo per il giorno successivo. In preparazione di esso, la notte tra il 23 e il 24 settembre il monte Shiro fu sottoposto a un intenso bombardamento, che avrebbe dovuto fiaccare le forze residue dei samurai. Essi invece, per mantenere alto il morale, si concessero un banchetto consumando le ultime scorte di sakè e scambiandosi gli haiku che per tradizione un samurai in procinto di morire doveva comporre.

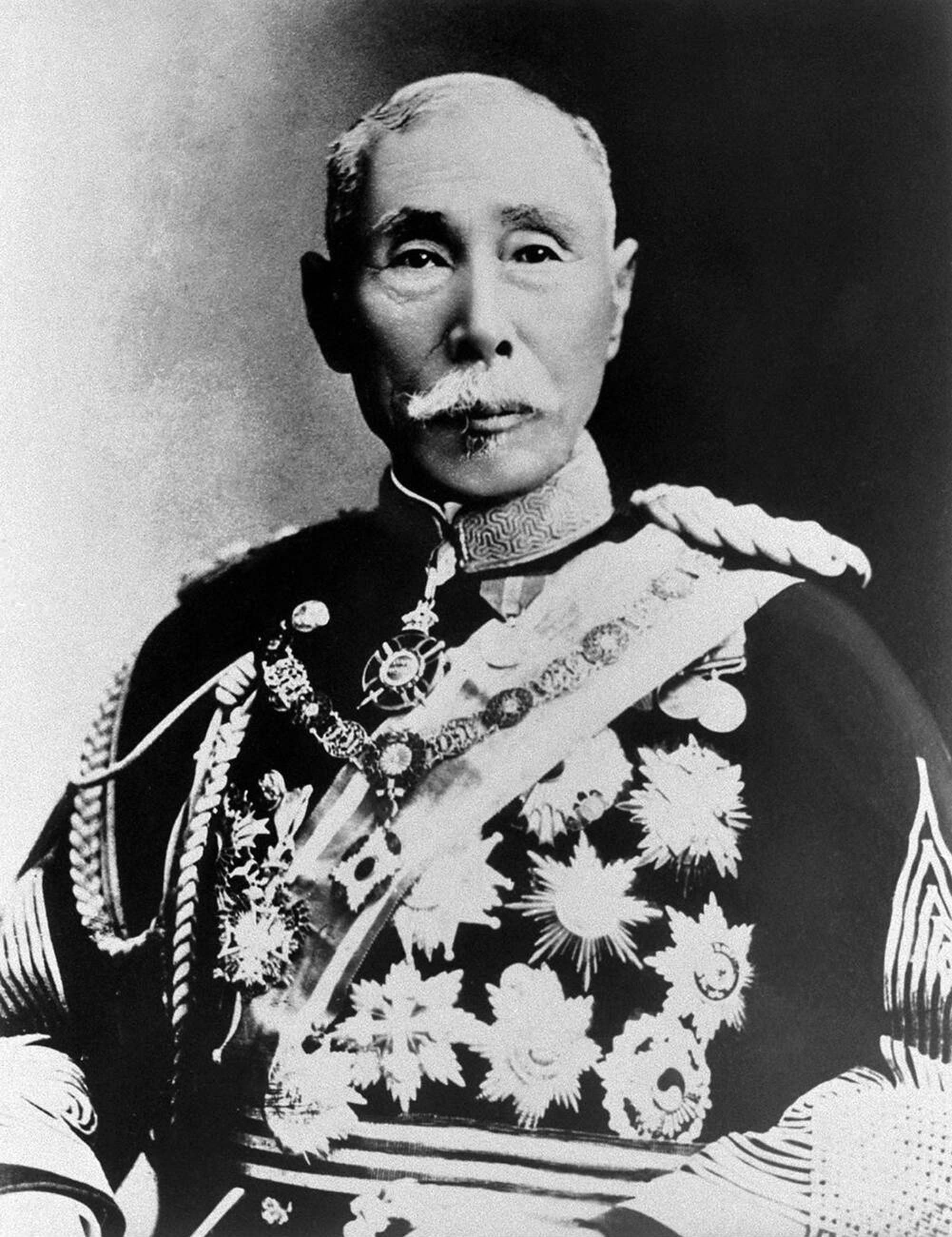
Yamagata Aritomo, comandante imperiale incaricato di reprimere la ribellione di Satsuma (inizio XX secolo)

### Assalto imperiale e ultima carica dei samurai
In seguito all'intenso bombardamento d'artiglieria, le forze imperiali presero infine d'assalto la montagna nelle prime ore del mattino del 24 settembre. I samurai inizialmente tentarono di respingere l'attacco coi pochi proiettili rimasti, per la maggior parte fabbricati fondendo le statue di bronzo dei templi buddhisti delle vicinanze. Ottenuto scarso successo per la rozzezza delle munizioni siffatte e senza più via di fuga, i samurai caricarono le linee dell'esercito imperiale, impegnandosi in violentissimi combattimenti all'arma bianca. Le truppe imperiali, formate da coscritti, non erano addestrate per il combattimento con la spada a distanza ravvicinata, e cominciarono a subire notevoli perdite. In soli pochi minuti la prima linea di regolari si sbandò: la superiore abilità nel maneggiare la spada dei samurai momentaneamente prevalse contro un esercito moderno ma con poco o nullo addestramento tradizionale.
Per breve tempo le linee di Saigō resistettero, ma alla fine furono soverchiate dall'enorme superiorità numerica dell'esercito imperiale, costringendo i samurai superstiti a ritirarsi nuovamente in cima al monte Shiro; alle 6 del mattino solo 40 ribelli erano ancora vivi. Saigō Takamori, che era stato ferito mortalmente all'arteria femorale e allo stomaco da una scarica di proiettili, capendo di avere ormai pochi minuti di vita, decise di commettere seppuku; assistito dal sottoposto Beppu Shinsuke, fu trasportato in un luogo più riparato sulla collina, e con Beppu come kaishakunin fu aiutato a suicidarsi per non essere catturato.

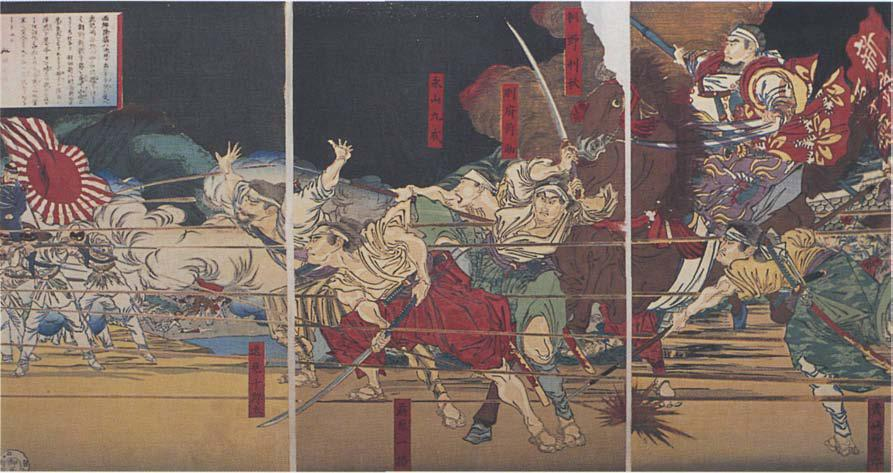
L'ultima carica dei samurai contro le truppe imperiali (dipinto coevo)

Dopo la morte di Saigō, Beppu e gli ultimi samurai sguainarono le loro spade e si lanciarono giù per la collina verso le posizioni imperiali in una carica suicida. Non riuscirono a raggiungere le linee nemiche, perché i regolari aprirono su di loro il fuoco con le proprie mitragliatrici Gatling, falcidiandoli fino all'ultimo uomo. Con queste morti il monte Shiro fu infine conquistato dagli imperiali, e la ribellione di Satsuma giunse al termine. Nella battaglia di Shiroyama gli imperiali avevano subito solo 30 morti, segno della grande disparità di forze e armamenti patita dai ribelli. I corpi dei samurai, compreso quello decapitato di Saigō, vennero rispettosamente portati presso un vicino tempio e seppelliti in una grande fossa comune.

## Conseguenze

### Effetti economici e sociali
Nonostante fosse stata repressa con successo, la ribellione di Satsuma era stata disastrosa per le finanze statali: reprimerla era costato al governo l'enorme cifra di 42 000 000 di yen, aggravando notevolmente il debito pubblico nazionale. Per ripianare le perdite economiche, il governo giapponese fu quindi costretto ad abbandonare l'utilizzo delle sue riserve auree per stampare grande quantità di carta moneta, portando quindi a una notevole svalutazione dello yen. Anche i samurai ribelli avevano emesso carta moneta in proprio al fine di autofinanziarsi, andando ad aggravare l'inflazione nipponica.

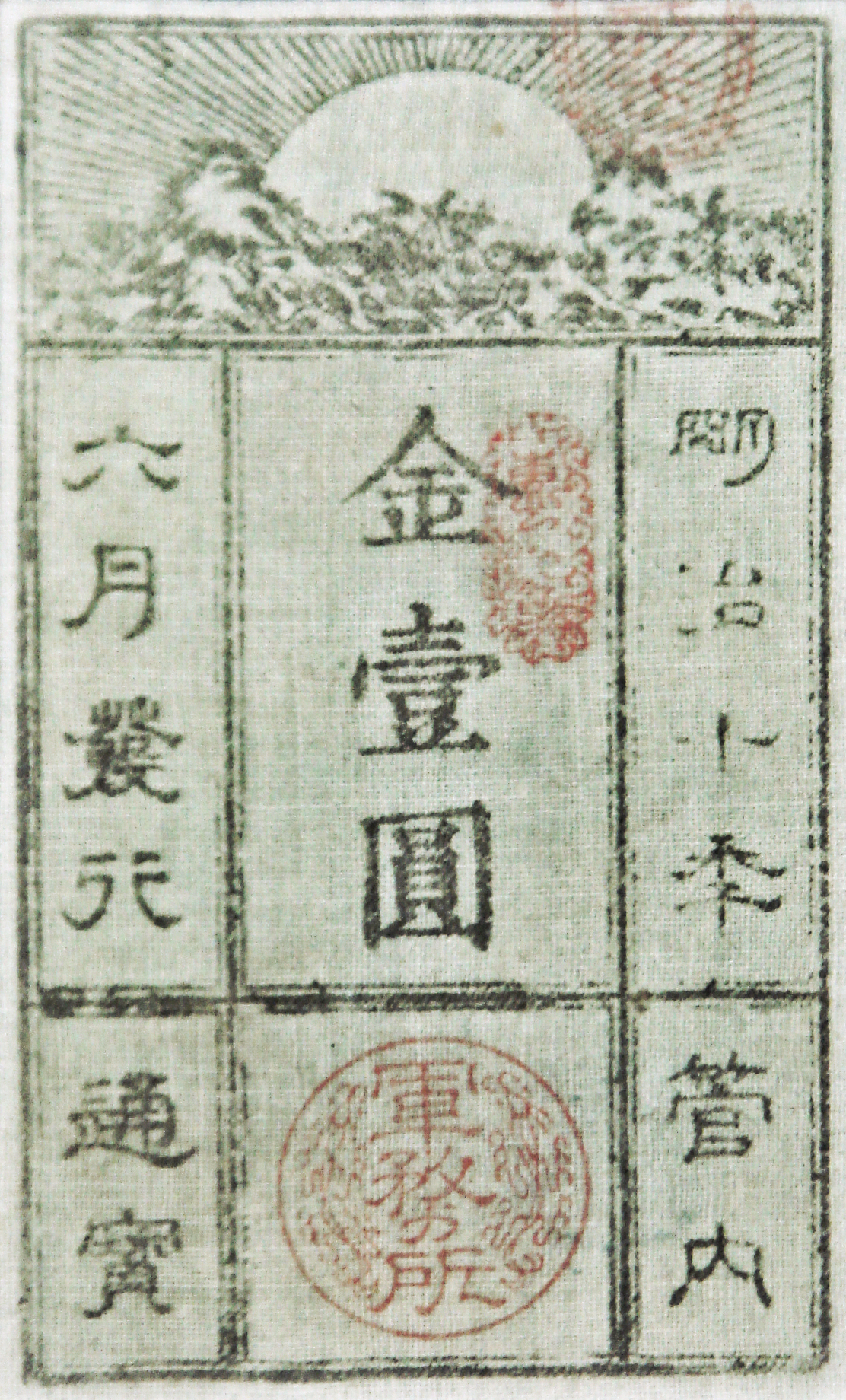
Banconota emessa dai ribelli di Satsuma a nome di Saigō nel 1877

Data la complessità delle cause della ribellione e la popolarità di cui ancora godeva la figura di Saigō, le autorità scelsero di non celebrare ufficialmente la vittoria di Shiroyama (anche se i comandanti militari e civili vennero insigniti dell'ordine del Crisantemo dall'imperatore, e in novembre si tennero grandi feste straordinarie presiedute dallo stesso Meiji). La maggior parte dei samurai catturati durante la guerra vennero rilasciati senza conseguenze, con poco meno di 3 000 condanne a pene detentive inferiori a dieci anni, e furono emesse solo una manciata di condanne a morte, tra le quali quella di Oyama Tsunayoshi, ex-governatore di Satsuma colpevole di aver velatamente supportato i ribelli. Una repressione sanguinosa sarebbe stata controproducente dato l'alto numero di ex-samurai ancora in vita (fra quelli graziati e quelli non coinvolti nella ribellione), come dimostrò nel maggio 1878 l'assassinio dell'impopolare ministro dell'Interno Ōkubo Toshimichi, uno dei principali fautori della soppressione dei ribelli di Satsuma.

### Il Giappone dopo Shiroyama
Con la fine degli ultimi ribelli anti-rinnovamento, l'imperatore Meiji poté procedere speditamente col processo di modernizzazione nazionale. La provincia di Satsuma fu definitivamente pacificata, le accademie di samurai abolite e l'autorità imperiale restaurata senza più opposizione. Nel 1889 venne promulgata la Costituzione Meiji, dotando quindi il Giappone di una normativa costituzionale di stampo capitalistico, che sarebbe rimasta in vigore fino alla sconfitta nella seconda guerra mondiale del 1945. Con essa il sovrano nipponico rafforzava definitivamente il proprio potere, partecipando in maniera attiva al governo dell'Impero e diventando il punto di riferimento delle autorità politiche, civili e militari, ottenendo quindi un dominio che sotto certi aspetti poteva ricordare l'assolutismo dei secoli precedenti in Europa.
Entro il 1890 il rinnovamento Meiji poteva dirsi completo, col Giappone in forte crescita economica e in procinto di diventare una delle grandi potenze mondiali. La potenza militare nipponica avrebbe avuto conferma con la vittoria della guerra russo-giapponese (1904–1905) grazie alle proprie forti ed efficienti armate, modellate su quelle dell'esercito imperiale tedesco (che, ironicamente, avrebbe sconfitto durante la prima guerra mondiale). Secondo Augustus Henry Mounsey la ribellione di Satsuma fu l'ultimo serio tentativo di opposizione al rinnovamento Meiji, e per lo studioso Pietro Silvio Rivetta, se i samurai avessero vinto a Shiroyama, allora avrebbero avuto la possibilità di riottenere una forte influenza sulle decisioni del governo, rendendolo molto più militarista di quanto già non fosse, impedendo la promulgazione della costituzione, fermando l'occidentalizzazione e ristabilendo di fatto il sakoku.

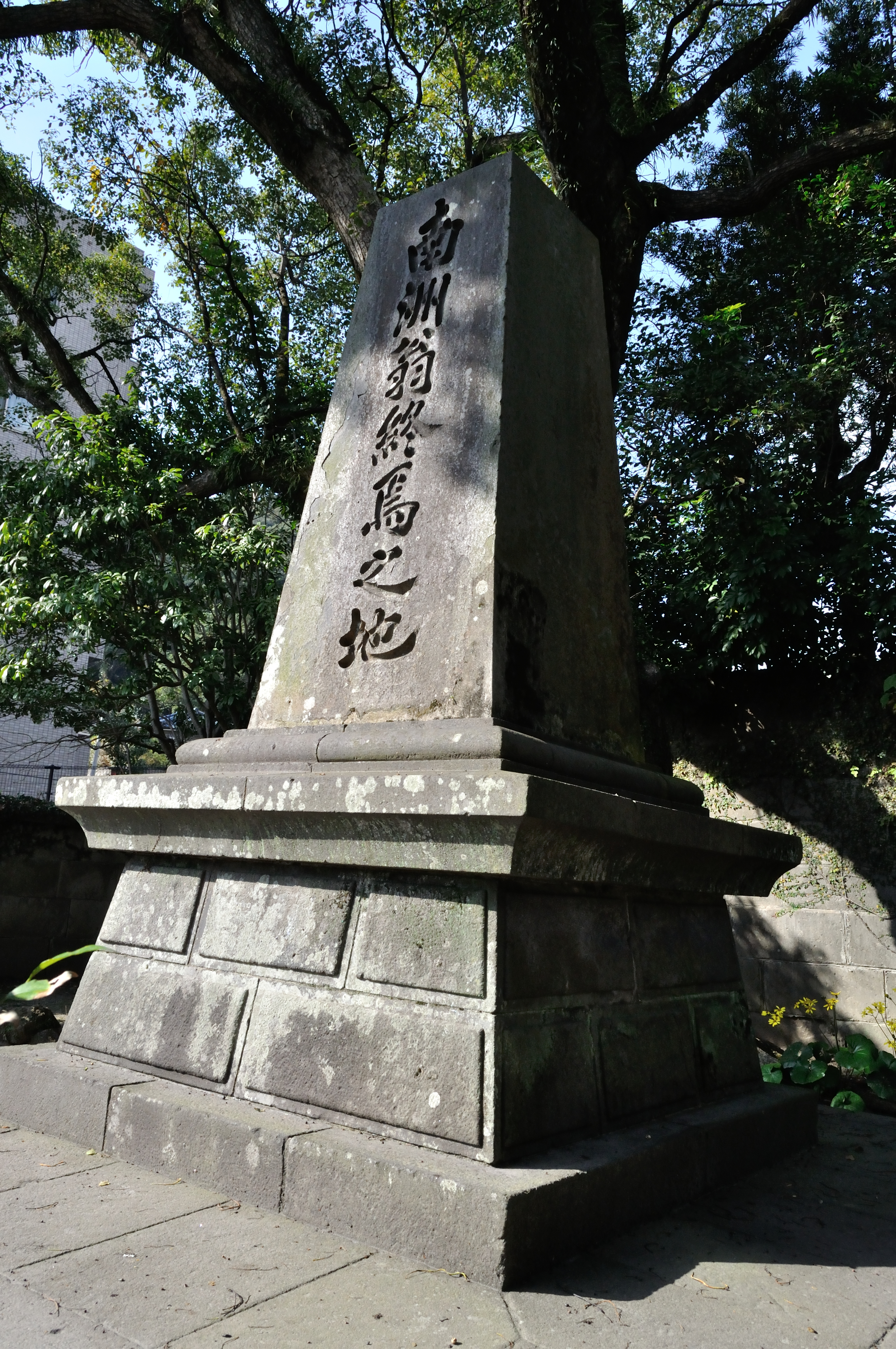
Monumento a Saigō Takamori sul monte Shiro, eretto sul luogo dove presumibilmente morì

### Memoria della battaglia
Con la morte a Shiroyama dei loro ultimi esponenti intransigenti e con la sottomissione dei restanti, la casta dei samurai cessò ufficialmente di esistere. La loro scomparsa non comportò tuttavia il termine dell'osservanza del bushido, il loro codice d'onore, che continuò ad essere fortemente rispettato e riconosciuto come uno dei pilastri della società giapponese fino alla seconda guerra mondiale. Il 22 febbraio 1889 l'imperatore Meiji perdonò postumamente Saigō, la cui figura era rimasta estremamente popolare nelle classi più umili, permettendo addirittura che ne venisse celebrata la memoria come eroe nazionale. A partire da allora molti monumenti sono stati realizzati in memoria della resistenza di Saigō, come quello del parco di Ueno a Tokyo e un cippo commemorativo sul monte Shiro nel punto in cui il samurai sarebbe morto. Oggi sulla montagna è presente un parco naturale, che comprende il campo di battaglia.
Tra le fonti sulla ribellione di Satsuma e sulla battaglia di Shiroyama, a divulgare il conflitto nipponico in Occidente contribuirono in maniera significativa gli scritti del diplomatico britannico Augustus Henry Mounsey che, a ridosso della rivolta, scrisse un dettagliato resoconto sugli avvenimenti, conducendo quindi al riguardo la prima ricerca di carattere storico.

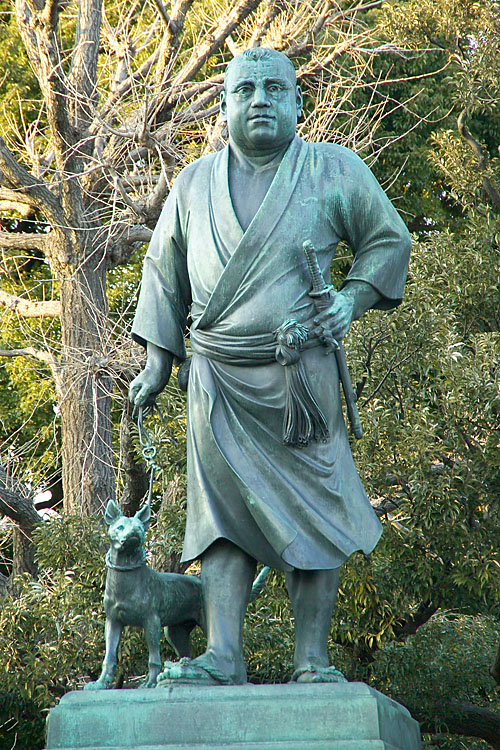
Statua di Saigō Takamori al parco di Ueno a Tokyo

## Nella cultura di massa

### Pittura
La ribellione di Satsuma e, in particolare, la battaglia di Shiroyama scatenarono subito la fantasia degli artisti giapponesi del periodo, che realizzarono sugli avvenimenti centinaia di quadri in tipico stile nipponico. Tra gli artisti più prolifici sulla vicenda si ricorda l'incisore Yoshitoshi, che realizzò su tale soggetto numerose tele.

### Cinema
La battaglia di Shiroyama è stata immortalata nel film L'ultimo samurai del regista Edward Zwick (2003). Esso ripercorre in maniera molto romanzata gli eventi della ribellione di Satsuma dal punto di vista di un immaginario ufficiale statunitense, Nathan Algren (interpretato da Tom Cruise); nella pellicola la figura di Saigō Takamori è trasposta nel personaggio di Katsumoto (interpretato da Ken Watanabe). Pur con varie libertà artistiche, la battaglia di Shiroyama è l'evento finale del film, dove viene mostrata anche la carica finale dei samurai contro le mitragliatrici Gatling, alla quale sopravvive il solo Algren, nel frattempo schieratosi coi ribelli, il quale aiuta il morente Katsumoto a commettere seppuku.
Anche il cinema nipponico ha dedicato alcune pellicole alla battaglia di Shiroyama e alla ribellione di Satsuma. Il film Kyojinden (巨人傳, "La leggenda dei giganti") di Mansaku Itami (1938), ispirato da I miserabili di Victor Hugo, drammatizzava gli eventi della ribellione, ma alla sua uscita venne stroncato dalla critica giapponese; l'insuccesso segnò il ritiro di Itami dal cinema, peggiorando sensibilmente la sua salute e portandolo alla morte pochi anni più tardi. Il film Hanjiro (半次郎) di Takumi Igarashi (2010) costituisce invece una biografia romanzata di Kirino Toshiaki, uno dei protagonisti della ribellione di Satsuma.

### Musica
La band power metal svedese dei Sabaton pubblicò nel 2016 l'album The Last Stand, contenente il brano Shiroyama, dedicato alla battaglia e all'ultima resistenza dei samurai, che nella canzone diviene simbolo dello scontro inevitabile e spesso violento tra la tradizione e l'innovazione.
Anche la band svedese heavy metal degli Enforcer cita la battaglia di Shiroyama nel brano Katana, contenuto nell'album Diamonds (2010), richiamandola nel ritornello.

### Annotazioni
1. ↑  In realtà già da alcuni anni le potenze straniere stavano facendo pressione sulle autorità giapponesi perché abbandonassero l'isolamento: i tentativi più importanti erano stati fatti da re Guglielmo II dei Paesi Bassi nel 1844 e dal presidente statunitense James Knox Polk nel 1846, ma senza risultati. Cfr. Rivetta 1918, p. 620.
2. ↑  Mounsey avanza l'ipotesi che il ruolo di Saigō nello scoppio della rivolta sia stato intenzionalmente sminuito dal governo giapponese per non alienarsi il sostegno del popolo, che considerava il samurai come un eroe nazionale, attribuendo la responsabilità piuttosto ai suoi sottoposti più bellicosi come Kirino Toshiaki. Cfr. Mounsey 1879, pp. 134-135.
3. ↑  Durante la ribellione di Satsuma l'esercito imperiale ne utilizzava ancora 42. Cfr. Esposito 2020, p. 4.
4. ↑  È comunque da segnalare come spesso i samurai più importanti come lo stesso Saigō Takamori vestissero con l'uniforme da ufficiale dell'esercito imperiale. Cfr. Caprioli 2023, cap. L'ultima carica dei samurai. Shiroyama (1877), p. 2.
5. ↑  Mounsey afferma che la scelta di Kagoshima come luogo dell'atto finale della rivolta sia stata deliberatamente e puramente simbolica, legando il destino di Saigō a quello del feudo per cui aveva sempre combattuto. Cfr. Mounsey 1879, pp. 219-220.
6. ↑  Per Mounsey invece non fu fatto alcun tentativo di mediazione, e ritiene che i comandanti giapponesi avessero deciso fin dall'inizio della battaglia l'annientamento totale dei ribelli. Cfr. Mounsey 1879, p. 212.
7. ↑  Altri resoconti riportano, in maniera enfatica, come invece un Saigō morente abbia guidato l'ultima carica dei samurai contro gli imperiali, morendo sotto i colpi delle mitragliatrici (Cfr. Blair 2022, p. 153). Mounsey invece riporta che Saigō non commise alcun seppuku, ma venne direttamente decapitato da un sottoposto come atto di clemenza per mettere fine alle sue sofferenze (Cfr. Mounsey 1879, pp. 214-215).
8. ↑  Mounsey non riporta tale fatto, dicendo che la carica finale degli imperiali fu così impetuosa da cogliere totalmente di sorpresa i samurai, che non ebbero tempo di reagire e molti dei quali vennero quindi catturati. Cfr. Mounsey 1879, p. 210.

### Riferimenti
1. ↑  Gatti 2002, p. 9.
2. 1 2 3  Beasley 2023, p. 10.
3. 1 2 3 4 5 6 7 8 9 10 11 12 13 14 15 16 17 18 19 20 21 22 23 24 25 26 27   Niccolò Meta, La ribellione di Satsuma: la vera storia de "L'ultimo Samurai", su laminervastoria.com, 25 novembre 2019.
4. 1 2  Esposito 2020, p. 3.
5. 1 2 3  Caprioli 2023, cap. L'ultima carica dei samurai. Shiroyama (1877), p. 1.
6. 1 2 3 4 5 6 7 8 9  Dei 2018.
7. ↑  Wynn 2020, p. 1.
8. 1 2 3  Wynn 2020, p. 2.
9. ↑  Rivetta 1918, p. 621.
10. ↑  Mounsey 1879, pp. 6-7.
11. ↑  Caprioli 2023, cap. L'ultima carica dei samurai. Shiroyama (1877), pp. 1-2.
12. ↑  Rivetta 1918, p. 622.
13. ↑  Mounsey 1879, p. 8.
14. 1 2 3  Gatti 2002, p. 13.
15. ↑  Wynn 2020, pp. 5-6.
16. 1 2 3 4  Rivetta 1918, p. 623.
17. 1 2 3 4 5 6 7   Justine Héliez, La ribellione di Satsuma: epica e declino dei samurai, su roppongi.fr, 24 gennaio 2024.
18. ↑  Mounsey 1879, p. 9.
19. ↑  Wynn 2020, p. 7.
20. ↑  Mounsey 1879, p. 2.
21. ↑  Beasley 2023, pp. 11-18.
22. 1 2  Rivetta 1918, p. 619.
23. ↑  Mounsey 1879, p. 3.
24. 1 2 3  Wynn 2020, p. 8.
25. ↑  Mounsey 1879, p. 4.
26. 1 2 3  Gatti 2002, p. 14.
27. ↑  Gatti 2002, pp. 15-16.
28. ↑  Mounsey 1879, p. 47.
29. ↑  Mounsey 1879, p. 61.
30. ↑  Beasley 2023, pp. 20-22.
31. 1 2  Blair 2022, p. 152.
32. ↑  Mounsey 1879, p. 82.
33. 1 2 3 4  Wynn 2020, p. 31.
34. 1 2 3 4  Beasley 2023, p. 148.
35. ↑  Mounsey 1879, p. 24.
36. 1 2 3 4 5 6 7 8 9 10 11 12 13  Blair 2022, p. 153.
37. 1 2 3 4 5 6 7 8 9 10 11 12 13 14 15 16   Margherita Mustari, L’ultimo samurai: la storia vera dietro il film con Tom Cruise, su cinematographe.it, 4 febbraio 2018.
38. ↑  Mounsey 1879, p. 52.
39. 1 2 3 4 5 6 7 8 9 10 11 12 13 14 15 16 17 18 19  Hubbard 2014.
40. ↑  Mounsey 1879, pp. 26-27.
41. ↑  Mounsey 1879, p. 28.
42. ↑  Mounsey 1879, pp. 11-12 e 22.
43. ↑  Beasley 2023, p. 146.
44. 1 2 3  Wynn 2020, p. 32.
45. ↑  Mounsey 1879, pp. 57-58 e 62.
46. ↑  Mounsey 1879, p. 38.
47. ↑  Beasley 2023, p. 147.
48. ↑  Mounsey 1879, p. 62.
49. 1 2 3 4 5  Caprioli 2023, cap. L'ultima carica dei samurai. Shiroyama (1877), p. 5.
50. 1 2  Mounsey 1879, p. 85.
51. ↑  Mounsey 1879, p. 78.
52. ↑  Mounsey 1879, pp. 63-65.
53. ↑  Mounsey 1879, p. 117.
54. 1 2 3  Wynn 2020, p. 9.
55. ↑  Mounsey 1879, pp. 59-60.
56. ↑  Wynn 2020, pp. 33-34.
57. 1 2 3 4  Esposito 2020, p. 4.
58. ↑  Mounsey 1879, p. 19.
59. 1 2  Caprioli 2023, cap. L'ultima carica dei samurai. Shiroyama (1877), p. 2.
60. ↑  Mounsey 1879, p. 20.
61. ↑  Mounsey 1879, p. 77.
62. 1 2 3 4  Wynn 2020, p. 33.
63. ↑  Mounsey 1879, pp. 125-130.
64. ↑  Mounsey 1879, p. 122.
65. ↑  Mounsey 1879, p. 170.
66. ↑  Wynn 2020, p. 34.
67. ↑  Mounsey 1879, pp. 125-126.
68. ↑  Mounsey 1879, pp. 119-120.
69. 1 2  Wynn 2020, p. 35.
70. ↑  Mounsey 1879, pp. 94 e 126-127.
71. ↑  Mounsey 1879, p. 141.
72. ↑  Mounsey 1879, pp. 130-131.
73. ↑  Mounsey 1879, pp. 143-145.
74. ↑  Mounsey 1879, pp. 91-93.
75. ↑  Mounsey 1879, pp. 154-156.
76. ↑  Wynn 2020, p. 36.
77. ↑  Wynn 2020, pp. 36-37.
78. ↑  Mounsey 1879, pp. 156-158.
79. 1 2 3 4 5 6 7  Caprioli 2023, cap. L'ultima carica dei samurai. Shiroyama (1877), p. 8.
80. 1 2  Wynn 2020, p. 38.
81. ↑  Mounsey 1879, pp. 160-167.
82. 1 2 3  Mounsey 1879, p. 203.
83. ↑  Mounsey 1879, p. 177.
84. ↑  Mounsey 1879, p. 193.
85. 1 2 3  Wynn 2020, p. 39.
86. ↑  Mounsey 1879, pp. 203-205.
87. ↑  Mounsey 1879, pp. 151-153.
88. ↑  Mounsey 1879, pp. 205-210.
89. 1 2 3 4  Esposito 2020, p. 44.
90. ↑  Mounsey 1879, p. 231.
91. ↑  Mounsey 1879, p. 87.
92. 1 2 3 4 5 6 7  Caprioli 2023, cap. L'ultima carica dei samurai. Shiroyama (1877), p. 10.
93. 1 2  Mounsey 1879, p. 118.
94. 1 2  Mounsey 1879, p. 210.
95. ↑  Mounsey 1879, pp. 114-115.
96. 1 2 3  Mounsey 1879, p. 211.
97. 1 2 3 4 5 6 7 8 9 10  Wynn 2020, p. 40.
98. ↑  Mounsey 1879, pp. 212-213.
99. 1 2 3 4 5 6 7 8 9 10  Caprioli 2023, cap. L'ultima carica dei samurai. Shiroyama (1877), p. 9.
100. 1 2  Mounsey 1879, p. 214.
101. ↑  Mounsey 1879, p. 215.
102. ↑  Mounsey 1879, pp. 216-217.
103. ↑  Mounsey 1879, p. 235.
104. ↑  Mounsey 1879, p. 248.
105. ↑  Mounsey 1879, pp. 249-250.
106. ↑  Mounsey 1879, p. 192.
107. ↑  Mounsey 1879, pp. 218-222.
108. ↑  Mounsey 1879, pp. 225-226.
109. ↑  Mounsey 1879, pp. 226-229.
110. ↑  Mounsey 1879, pp. 265-269.
111. ↑  Mounsey 1879, p. 253.
112. ↑  Gatti 2002, p. 20.
113. ↑  Gatti 2002, p. 16.
114. ↑  Gatti 2002, p. 17.
115. ↑  Gatti 2002, pp. 20-24.
116. ↑  Beasley 2023, pp. 177-186.
117. ↑  Beasley 2023, p. 171.
118. ↑  Mounsey 1879, p. v.
119. ↑  Beasley 2023, p. 22.
120. ↑   Parco Shiroyama, su matteoingiappone.it.
121. ↑  Mounsey 1879.
122. ↑   (MUL) Category:Tsukioka Yoshitoshi, su commons.wikimedia.org.
123. ↑  (EN) Alexander Jacoby e Jonathan Nordström, Kyojinden, su festival.ilcinemaritrovato.it, 2017.
124. ↑  (JA) 半次郎 (Hanjiro), su allcinema.net, 9 ottobre 2010.
125. ↑   (EN) Sabaton, Shiroyama, 12 agosto 2016.
126. ↑   (EN) Enforcer, Katana, 2010.